# Baatar Hayrhan
Baatar Hayrhan är en bergskedja i Mongoliet. Den ligger i provinsen Chovd, i den västra delen av landet, 1 100 km väster om huvudstaden Ulan Bator.